# Tantilla
Genre
Tantilla est un genre de serpents de la famille des Colubridae.

## Répartition
Les 63 espèces de ce genre se rencontrent en Amérique centrale, mais aussi dans le sud de l'Amérique du Nord et dans le nord de l'Amérique du Sud pour certaines espèces.

## Description
Ce genre comprend de petits serpents (en général moins de 20 centimètres), généralement dans les tons de noir, brun ou rouge.

Ce sont des animaux nocturnes qui se nourrissent principalement d'invertébrés : scorpions, araignées, insectes…
Ces petites couleuvres possèdent un mode de reproduction ovipare comme la majorité des ophidiens.[à vérifier]

## Liste des espèces
Selon The Reptile Database (12 juin 2017) :
- Tantilla albiceps Barbour, 1925
- Tantilla alticola (Boulenger, 1903)
- Tantilla andinista Wilson & Mena, 1980
- Tantilla armillata Cope, 1875
- Tantilla atriceps (Günther, 1895)
- Tantilla bairdi Stuart, 1941
- Tantilla berguidoi Batista, Mebert, Lotzkat & Wilson, 2016
- Tantilla bocourti (Günther, 1895)
- Tantilla boipiranga Sawaya & Sazima, 2003
- Tantilla brevicauda Mertens, 1952
- Tantilla briggsi Savitzky & Smith, 1971
- Tantilla calamarina Cope, 1866
- Tantilla capistrata Cope, 1875
- Tantilla cascadae Wilson & Meyer, 1981
- Tantilla ceboruca Canseco-Márquez, Smith, Ponce-Campos, Flores-Villela & Campbell, 2007
- Tantilla coronadoi Hartweg, 1944
- Tantilla coronata Baird & Girard, 1853
- Tantilla cucullata Minton, 1956
- Tantilla cuniculator Smith, 1939
- Tantilla deppei (Bocourt, 1883)
- Tantilla flavilineata Smith & Burger, 1950
- Tantilla gracilis Baird & Girard, 1853
- Tantilla hendersoni Stafford, 2004
- Tantilla hobartsmithi Taylor, 1936
- Tantilla impensa Campbell, 1998
- Tantilla insulamontana Wilson & Mena, 1980
- Tantilla jani (Günther, 1895)
- Tantilla johnsoni Wilson, Vaughn & Dixon, 1999
- Tantilla lempira Wilson & Mena, 1980
- Tantilla melanocephala (Linnaeus, 1758)
- Tantilla miyatai Wilson & Knight, 1987
- Tantilla moesta (Günther, 1863)
- Tantilla nigra (Boulenger, 1914)
- Tantilla nigriceps Kennicott, 1860
- Tantilla oaxacae Wilson & Meyer, 1971
- Tantilla olympia Townsend, Wilson, Medina-Flores & Herrera-B, 2013
- Tantilla oolitica Telford, 1966
- Tantilla petersi Wilson, 1979
- Tantilla planiceps (Blainville, 1835)
- Tantilla psittaca Mccranie, 2011
- Tantilla relicta Telford, 1966
- Tantilla reticulata (Cope, 1860)
- Tantilla robusta Canseco-Márquez, Mendelsohn & Gutiérrez-Mayén, 2002
- Tantilla rubra Cope, 1875
- Tantilla ruficeps (Cope, 1894)
- Tantilla schistosa (Bocourt, 1883)
- Tantilla semicincta (Duméril, Bibron & Duméril, 1854)
- Tantilla sertula Wilson & Campbell, 2000
- Tantilla shawi Taylor, 1949
- Tantilla slavensi Pérez-Higareda, Smith & Smith, 1985
- Tantilla striata Dunn, 1928
- Tantilla supracincta (Peters, 1863)
- Tantilla taeniata Bocourt, 1883
- Tantilla tayrae Wilson, 1983
- Tantilla tecta Campbell & Smith, 1997
- Tantilla tjiasmantoi Koch & Venegas, 2016
- Tantilla trilineata (Peters, 1880)
- Tantilla triseriata Smith & Smith, 1951
- Tantilla tritaeniata Smith & Williams, 1966
- Tantilla vermiformis (Hallowell, 1861)
- Tantilla vulcani Campbell, 1998
- Tantilla wilcoxi Stejneger, 1902
- Tantilla yaquia Smith, 1942

## Publication originale
- Baird & Girard, 1853 : Catalogue of North American Reptiles in the Museum of the Smithsonian Institution. Part 1. Serpents. Smithsonian Institution, Washington, p. 1-172 (texte intégral).